# کوویوتسی
کوویوتسی (به صربی: Kovioci) یک منطقهٔ مسکونی در صربستان است که در بروس واقع شده‌است. کوویوتسی ۱۵۶ نفر جمعیت دارد.